# Лавров, Николай Андреевич
Николай Андреевич Лавров (1820—1875) — русский живописец, академик исторической и портретной живописи Императорской Академии художеств.

## Биография
Родился в селе Юршине Рыбинского уезда Ярославской губернии 9 марта 1820 года в семье крепостных. В Рыбинске получил начальное образование. Первые уроки в искусстве брал у местного живописца Шляхтенко.
В 1840 году поступил в Академию художеств. В 1843 году он окончил курс академии с малой серебряной медалью и званием неклассного художника; последние академические годы работал под руководством профессора П. В. Басина. 30 сентября 1848 года за исполненные портреты получил звание «назначенного в академики». Было присвоено звание академика (29 сентября 1849 года) за портреты конференц-секретаря академии В. И. Григоровича, г. Гогенфельдена и г. Загряжского.
Лавров писал преимущественно портреты императора Александра II. Работал он и по церковной живописи; его кисти принадлежат иконостасы церквей Воспитательного дома в Петербурге, Успенского кладбища; Лавров написал иконы для внешнего украшения Владимирского собора в Севастополе и для церкви Петра и Павла при Николаевском инженерном училище; кроме того им было составлено 25 эскизов для работ в храме Христа Спасителя в Москве, но смерть 3 августа 1875 года помешала ему принять более деятельное участие в этом сооружении. Также, в июне 1861, выполнил несколько икон для иконостаса соборного храма Почаевской лавры.

## Галерея

Работы Н. А. Лаврова
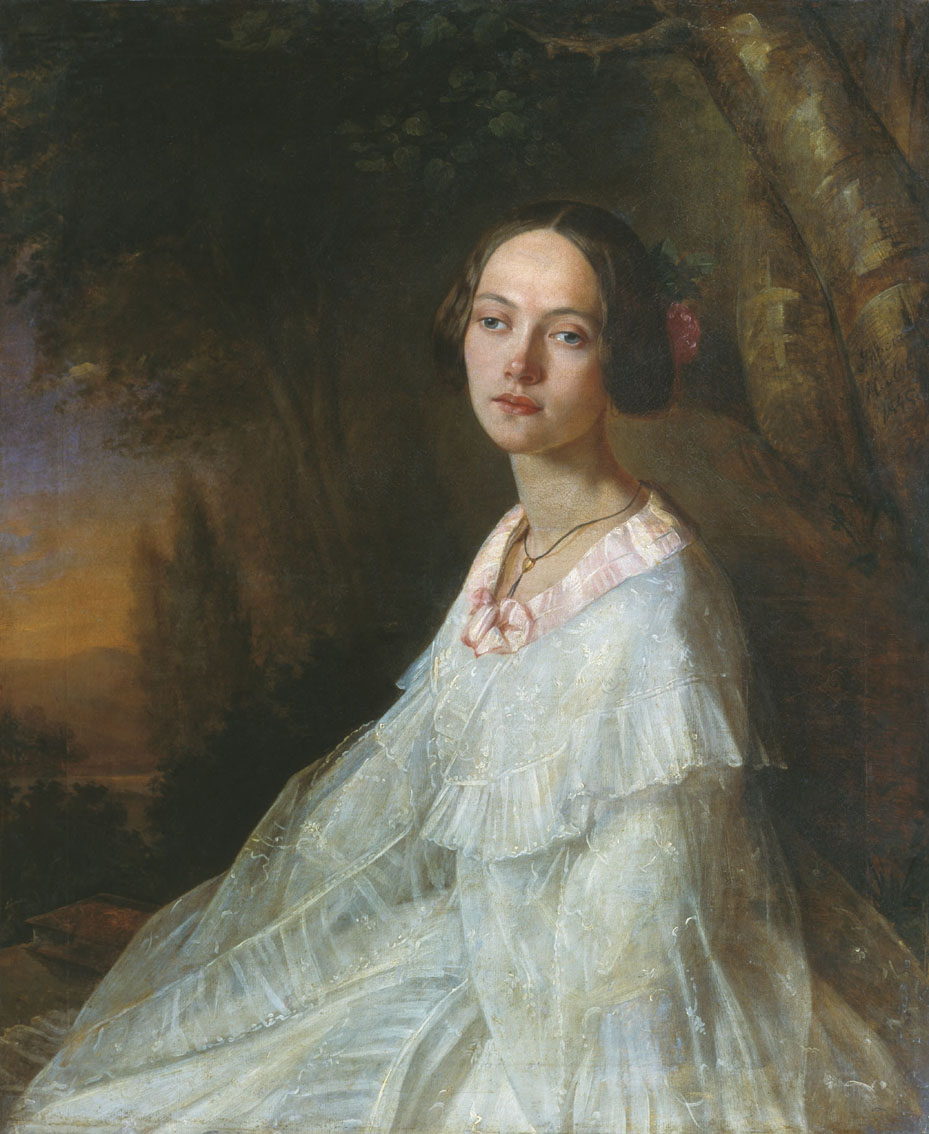
Писательница Юлия Жадовская (1845)
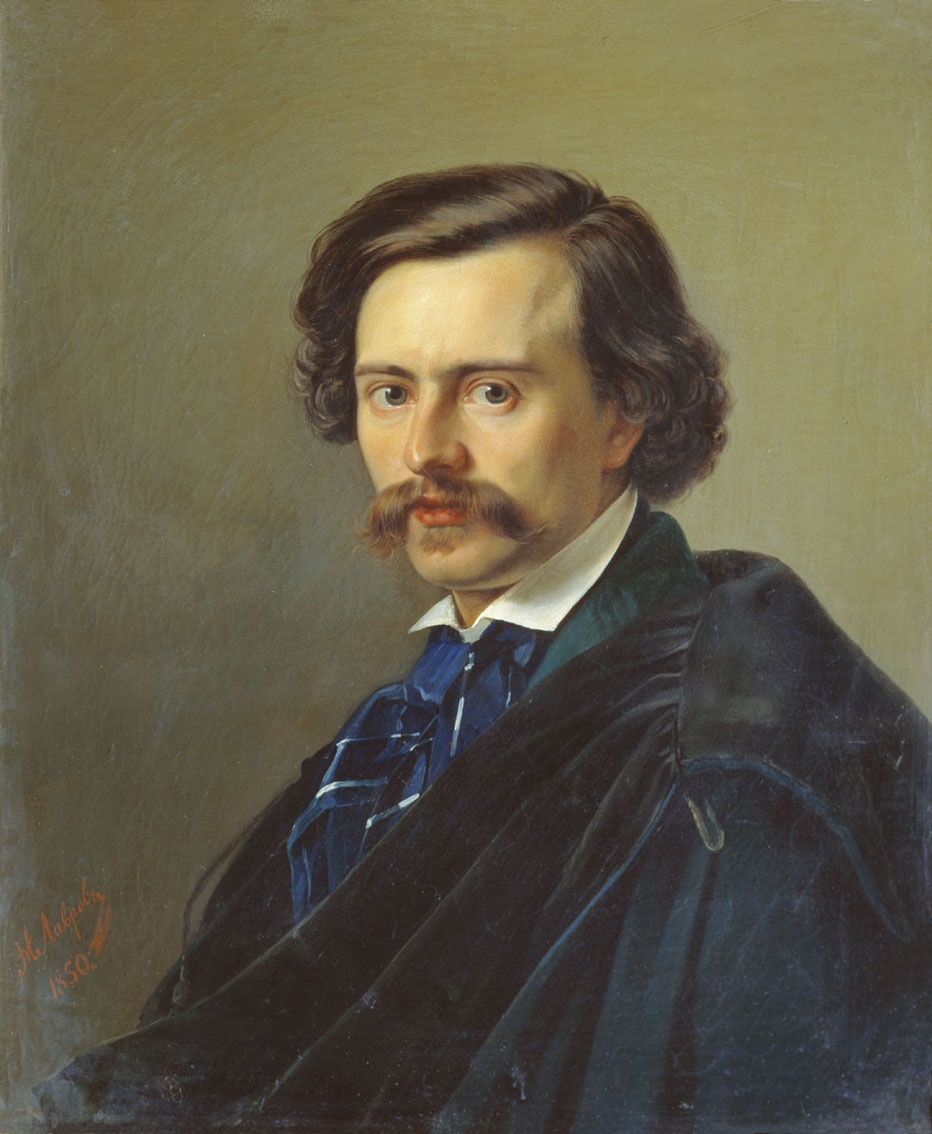
Художник Потап Петровский (1850)
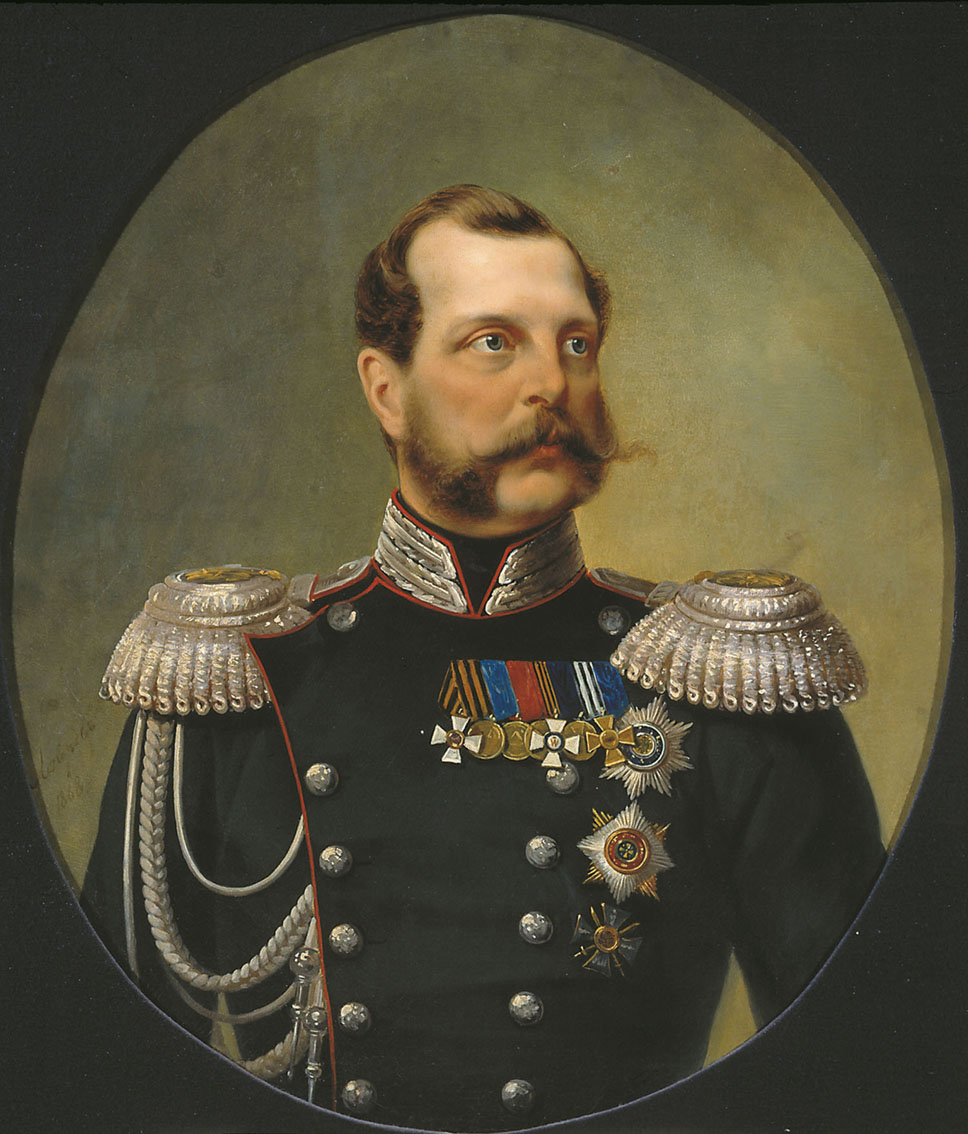
Император Александр II (1868)
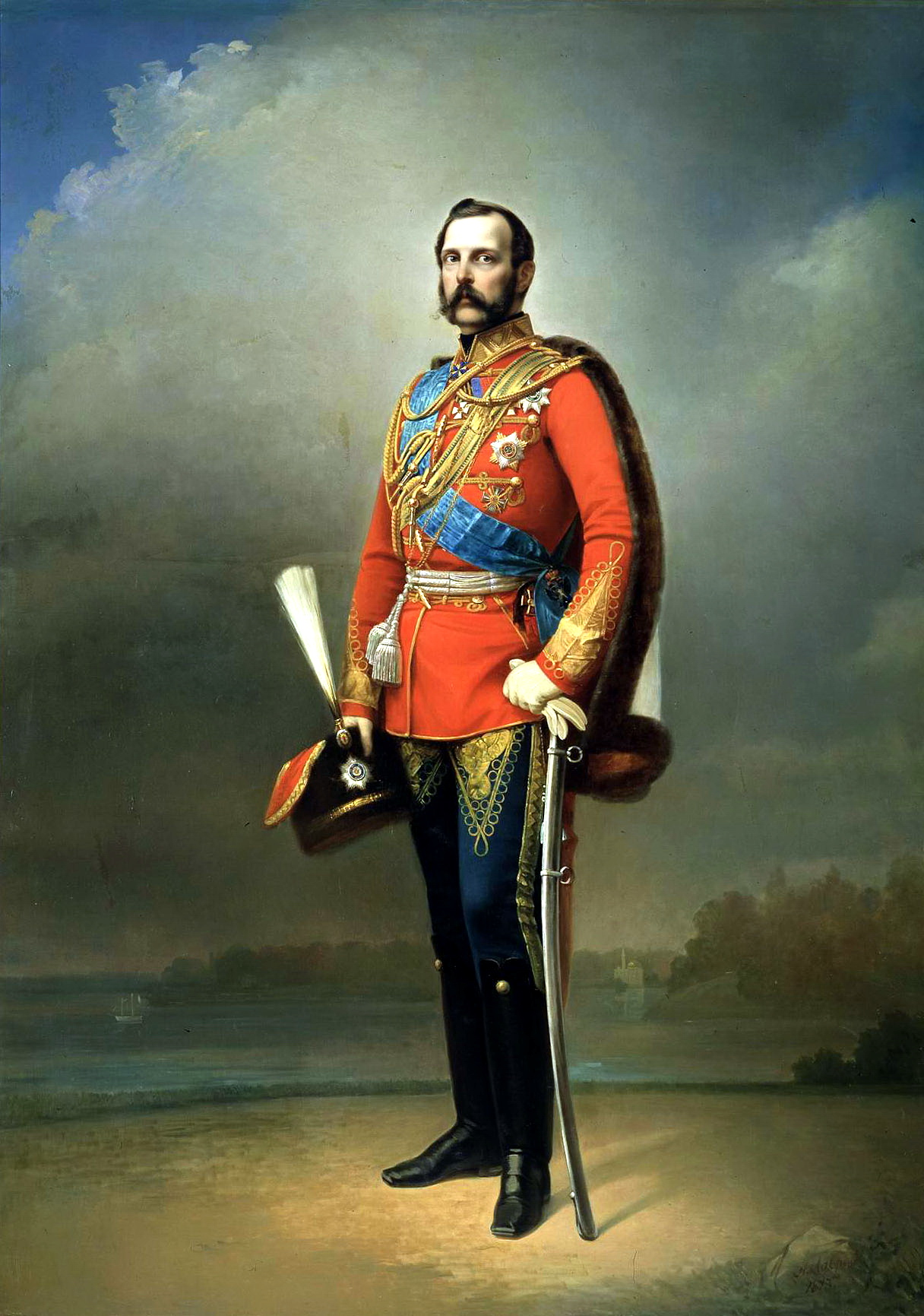
Император Александр II (1873)